# Torre e Vila Mou
Torre e Vila Mou (oficialmente: União das freguesias de Torre e Vila Mou) é uma freguesia portuguesa do município de Viana do Castelo com 7,82 km² de área e 1092 habitantes (censo de 2021). A sua densidade populacional é 139,6 hab./km².

## História
Foi constituída em 2013, no âmbito de uma reforma administrativa nacional, pela agregação das antigas freguesias de Torre e Vila Mou com sede em Torre.

## Demografia
A população registada nos censos foi:
| Ano  | 0-14 Anos | 15-24 Anos | 25-64 Anos | > 65 Anos |
| 2001 | 190       | 183        | 594        | 257       |
| 2011 | 158       | 134        | 611        | 278       |
| 2021 | 113       | 124        | 533        | 322       |

À data da junção das freguesias, a população registada no censo anterior foi:
| Freguesia atual  | Freguesia atual  | Freguesia atual | Freguesias antigas | Freguesias antigas | Freguesias antigas |
| Freguesia        | População (2011) | Área (km²)      | Freguesia          | População (2011)   | Área (km²)         |
| ---------------- | ---------------- | --------------- | ------------------ | ------------------ | ------------------ |
| Torre e Vila Mou | 1181             | 7,82            | Torre              | 615                | 4,80               |
| Torre e Vila Mou | 1181             | 7,82            | Vila Mou           | 566                | 3,02               |

## Associações
- Associação Seishin Kyokushin Karate Portugal - Dedica-se ao ensino e promoção do Karate Kyokushin (Karate Full-contact) para vários escalões etários na região de Viana do Castelo. Tem a sua sede em Vila Mou desde 2018. Anteriormente esteve sediada em Lanheses, onde desde 1998 saíram inúmeros atletas medalhados a nível nacional e internacional. É membro da Kyokushin Portugal (federada na FNK-P) da  IKO Kyokushinkaikan (Japão) da World Kumite Organization e da International Seishin Kyokushin Karate Organization (Espanha).